# Франклин (Виргиния)
Франклин (англ. Franklin) — независимый город в штате Виргиния США. По данным переписи 2020 года, численность населения составляла 8 180 человек.

## Население
| 2010 | 2010  | 2011  | 2012  | 2013  | 2015  | 2020  |
| ---- | ----- | ----- | ----- | ----- | ----- | ----- |
| 8582 | ↗8608 | ↘8451 | ↗8510 | ↗8638 | ↘8490 | ↘8180 |